# Re.2002戰鬥機
Re.2002白羊座戰鬥機(意文:Ariete)是由於德國製造和意大利仿製的DB601水冷發動機的供貨出了問題而遲遲未到所出現的機型，改回意大利國產的風冷式發動機，因此反而比較接近Re.2000戰鬥機

## 基本資料
- 乘員:1人
- 機長:8.16米
- 翼展:11米
- 翼面積:20.4平方米
- 機高:3.15米
- 空重:2,400公斤
- 載重:3,240公斤
- 最快速度:530公里/小時
- 航程:1,100公里
- 昇限:11,000米
- 發動機:比亞齊P.XIX RC 45風冷式發動機(1,175匹馬力)
- 武裝:機頭2挺12.7毫米口徑SAFAT機槍+機翼2挺7.7毫米口徑SAFAT機槍+650公斤炸彈

## 實戰
Re.2002主要作為戰鬥轟炸機使用，曾參加1943年的西西里島戰役，1943年意大利向盟軍投降後有40架加入盟軍陣營，德國空軍也有100架用於對付法國反德游擊隊

## 使用國家
- 義大利
- 納粹德國

## 外部連結
- 意大利Re.2002戰鬥機